# Тлеющий кокон
Тлеющий кокон (тур. Yanik koza) — турецкий трёхсезонный 68-серийный драматический телесериал.

## Сюжет
Отец Асаф Челеби установил станки в текстильной мастерской, где располагаются самые передовые текстильные фабрики города и его мастерская стала известна в Америке, Европе, также на внутреннем рынке, ткани и одежда. Он открыл мастерскую сразу же после окончания учёбы в Стамбульском Техническом Университете. Его старший сын Виктор Челеби является харизматичным и трудолюбивым человеком. Семья Челеби имеет самые большие шансы на победу в обществе.

## В ролях
- Явуз Бингёль, Галиб Челеби[3][4]
- Башак Кеклюкая, Ханзаде Челеби
- Чолпан Ильхан, Эсманур Челеби
- Айча Инджи, Лейла Эмирли
- Мустафа Алабора, Асаф Челеби
- Бурак Давутоглу, Вейсель
- Тунджер Неджмиоглу, Отец Фикри
- Сердар Озер, Акын Челеби
- Башак Дашман, Макбуле
- Кемаль Окур, Джалал
- Барыш Эрди, Омер Асаф
- Перихан Саваш, Хаджер
- Мете Хорозоглу, Одемишли/Семих
- Седеф Авджи, Балым
- Ханде Казанова, Суна
- Саадет Гюрсес, Айфер
- Эрдал Джиндорук, Джемаль
- Али Гарагёз, Джунейт
- Явуз Каракаш, Ариф